# Lichenoconium erodens
Lichenoconium erodens är en lavart som beskrevs av M.S. Christ. & D. Hawksw. 1977. Lichenoconium erodens ingår i släktet Lichenoconium, divisionen sporsäcksvampar och riket svampar.  Arten är reproducerande i Sverige. Inga underarter finns listade i Catalogue of Life.